# CATS

Мережа CATS на мапі

CATS (Central Area Transmission System) — один з офшорних трубопроводів, що доставляє газ із родовищ британського сектору Північного моря до берегового терміналу в Teesside.
Введений в дію у 1993 році газопровід передусім споруджувався для забезпечення розробки родовищ Ломонд та Еверест, сукупні запаси яких оцінювались у 42 млрд.м3 газу, що повинно було забезпечити плато видобутку на рівні 3 млрд.м3 протягом 10 років. Основна частина системи довжиною 404 км та діаметром 900 мм бере початок від встановленої на Евересті платформи-хабу та прямує на береговий приймальний термінал Seal Sands біля Teesside.
Крім двох перших родовищ, до CATS поступово були підключені інші:
1. Під'єднана через Еверест платформа Армада, призначена для розробки трьох родовищ Drake, Fleming та Hawkins із загальними запасами біля 34 млрд.м3. Крім того, через цю платформу також обслуговуються родовища-сателіти Maria, Varg, Rev, Gaupe, SW Seymour;
2. Сполучене із платформою Ломонд 400 мм газопроводом довжиною 30 км родовище Erskine (запаси 11 млрд.м3);
3. Під'єднана дещо південніше Еверест лінія з платформи Andrew (запаси 7 млрд м3), яка окрім власного родовища обслуговує також Cyrus, Faragon, Kinnoull;
4. Родовища Зони ETAP (Eastern Trough Area Project), що включає Marnock, Mungo, Monan, Machar, Mirren, Madoes, Heron, Egret та Skua, з запасами газу понад 55 млрд.м3. Для його експорту споруджена перемичка для врізки у CATS діаметром 400 мм. За даними іншого джерела, обсяг товарного газу з цих родовищ становитиме 31 млрд.м3.
5. Родовища, що розробляються через платформу Judy (Joanne, Judy, Jasmine, Jade). 
В майбутньому планується використати систему CATS для розробки Culzean — найбільшого газового родовища, яке буде введене в розробку у британському секторі Північного моря після 1990 року. Іншим розширенням системи стане освоєння Зони родовищ Stella, для чого прокладуть газопровід довжиною 63 км та діаметром 250 мм. 
Крім того, до системи CATS під'єднано:
- групу родовищ Montrose (включає також Arbroath, Brechin, Arkwright, Carnoustie, Wood, Godwin, Cayley та Shaw)[11]. Запаси газу тут незначні, тому перемичка до системи CATS виконана із труб діаметром всього 150 мм;

- плавучі установки Voyageur Spirit, через яку розробляється нафтове родовище Huntington[12], та Banf, встановлена над однойменним родовищем. Втім, їх видобувні запаси газу також оцінюються як незначні (до 1 млрд.м3 кожне)[13].

Максимальна потужність газопроводу CATS становить понад 17 млрд.м3 на рік. У зв'язку із поступовим вичерпанням запасів північноморських родовищ, обсяг транспортування по системі у 2015 році становив близько 5 млрд.м3.